# 20312 Денегі
20312 Денегі (20312 Danahy) — астероїд головного поясу, відкритий 31 березня 1998 року.
Тіссеранів параметр щодо Юпітера — 3,490.